# Atrato (kommun i Colombia)
Atrato är en kommun i Colombia.   Den ligger i departementet Chocó, i den västra delen av landet, 300 km väster om huvudstaden Bogotá. Antalet invånare är 7 561. Arean är 725 kvadratkilometer.
Terrängen i Atrato är platt.